# Wenona
Wenona – miasto w Stanach Zjednoczonych, w stanie Illinois, w hrabstwie Marshall.